# シャルル・ファゼル
シャルル・ファゼル（Charles Fasel 1898年5月21日-1984年1月10日）はスイスのアイスホッケー選手。
1928年のサンモリッツオリンピックで銅メダルを獲得した。